# Гімн Лаосу
Пхенг Сат Лао — гімн Лаосу. Офіційно затверджений в 1947 році. У 1975 році слова гімну були змінені. Автор слів — Сісана Сісан (лаос. ສີຊະນະ ສີສານ: 1922—1999), музику написав Тонгді Сунтонвичіт (лаос. ທອງດີ ສຸນທອນວຶຈິດ: 1905—1968).

## Слова
| Текст | Латинська транскрипція | Переклад |
| ຊາດລາວຕັ້ງແຕ່ໃດມາ ລາວທຸກທົ່ວຫນ້າເຊີດຊູສຸດໃຈ ຮ່ວມແຮງຮ່ວມຈິດຮ່ວມໃຈ ສາມັກຄີກັນເປັນກຳລັງດຽວ ເດັດດ່ຽວພ້ອມກັນກ້າວຫນ້າ ບູຊາຊູກຽດຂອງລາວ ສົ່ງເສີມໃຊ້ສິດເປັນເຈົ້າ ລາວທຸກຊົນເຜົ່າສະເໜີພາບກັນ ບໍ່ໃຫ້ພວກຈັກກະພັດ ແລະພວກຂາຍຊາດເຂົ້າມາລົບກວນ ລາວທັງມວນຊູເອກະລາດ ອິດສະຫລະພາບຂອງຊາດລາວໄວ້ ຕັດສິນໃຈສູ້ຊີງເອົາໄຊ ພາຊາດລາວໄປສູ່ຄວາມວັດທະນາ | Xat Lao tang tè dai ma Lao thoukthoua na xeutxou soutchai, Houamhèng houamchit houamchai Samakkhi kan pén kamlang diao. Détdiao pom kan kaona Bouxa xou kiat khong Lao, Sôngseum xai sit pén chao Lao thouk xônphao sameu phap kan. Bo hai phouak chakkaphout Lè phouak khayxat khaoma lôp kouan, Lao thang mouan xou ékalat Itsalaphap khong xat Lao vai, Tat sinchai sou xing ao xai Pha xat Lao pai sou khouam vatthana. | Всі лаосці завжди Шанували свою країну Вони поділяють між собою Силу, розум, пов'язані всі воєдино. Рішуче рухаються вони вперед, Шануючи і звеличуючи славу Лаосу Проголошуючи своє право бути господарями. Лаосці всіх націй єдині І не дозволять експлуататорам і зрадникам Порушувати спокій країни. Всі лаосці будуть захищати незалежність Оберігати свободу Лаосу. Вони сповнені рішучості боротися до перемоги Щоб привести Лаос до процвітання. |

### До 1975
| ຊາດລາວຕັ້ງແຕ່ເດີມມາ ຂຶ້ນຊື່ລືຊາຢູ່ໃນອາຊີ ຊາວລາວຜູກພັນໄມຕຣີ ຮ່ວມສາມັກຄີຮັກຫໍ່ໂຮມກັນ ຮັກຊາດຮັກປະເທດເຮົາ ຮັກເຈົ້າປົກເກດເກສາ ໂຮມຮັກຮ່ວມສາສນາ ແຕ່ບູຮານມາຮັກສາດິນແດນ ບໍ່ໃຫ້ຊາດໃດມາລວນ ຮາວີຮົບກວນຍາດແຍ່ງຊີງເອົາ ໃຜຂືນເຂົ້າມາລູ່ວຸ່ນວາຍ ສູ້ຈົນຕົວຕາຍຕ້ານທານສັດຕຣູ ຊ່ວຍເຊີດຊູເລືອດເນື້ອເຊື້ອເຜົ່າ ຟື້ນຟູກູ້ເອົາບັນເທົາທຸກກັນ | Xat Lao thung thae derm ma, Khun xu lu xa yu nai ahzi, Sao Lao phouk parn maitri, Huam samakkhi huk ho hôm karn. Huk xat huk pathét hao, Huk jao pôk két késa, Hôm huk huam satsana, Thae buhlahn ma huksa din daen. Baw hai xat dai ma luan, Havi hôp kuan yat yaeng xing ao, Phai khun khao ma loun vounvai, Sou jôn thua tai tan than sattru, Suay xeut xu leuat nua xua phao, Feun fu ku ao banthao thouk karn. |  |